# James Jordan (père de Michael Jordan)
Pour les articles homonymes, voir Jordan et James Jordan.
James Raymond Jordan Sr., né le 31 juillet 1936 à Wallace (Caroline du Nord) et mort le 23 juillet 1993 à Lumberton (dans le même État), est un homme d'affaires américain. Il est notamment connu pour être le père du joueur de basket-ball Michael Jordan.

## Biographie

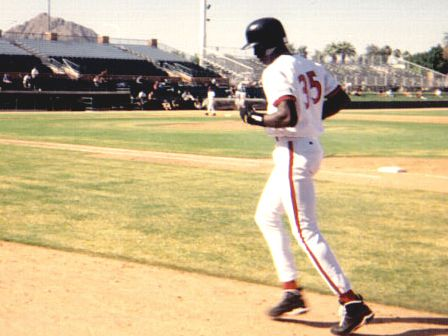
Après la mort de son père et une perte de motivation, Michael Jordan décide de se mettre au baseball et signe avec les White Sox de Chicago. Ici en 1994, lors de son passage avec les Scorpions de Scottsdale.

Grand fan de baseball, il a joué un rôle important dans le choix de son fils Michael Jordan de devenir un athlète. Sa fille Deloris E. Jordan (sœur de Michael Jordan) l'a accusé de l'avoir violée lorsqu'elle était jeune, dans son livre In My Family's Shadow sorti en 2001.

### Mort
En 1993, revenant d'un enterrement huit jours avant son 57e anniversaire, James Jordan s'arrêta dans une aire de repos près de Lumberton, en Caroline du Nord, sur l'Interstate 95 pour faire une sieste. Daniel Andre Green et Larry Martin Demery tirèrent sur lui pendant qu'il dormait dans sa voiture et volèrent ensuite l'automobile. Le corps de James Jordan a été retrouvé le 3 août, dans un marécage de Bennettsville, en Caroline du Sud, mais ne fut formellement identifié que le 13 août, après l'incinération du corps.
Green et Demery firent plusieurs appels depuis le téléphone portable de James Jordan ce qui permit leur capture rapide. Ils avaient pris d'autres objets trouvés dans la voiture, dont deux bagues de vainqueur du championnat de National Basketball Association (NBA) données par son fils. Demery portait un tee-shirt de Michael Jordan au moment de son arrestation. Demery a fait valoir qu'ils avaient prévu de seulement enlever leur victime mais que Green a appuyé sur la détente sans aucune raison. Tous deux ont été reconnus coupables et condamnés à la prison à vie,, notamment pour ce crime.  
James Jordan est enterré à Teachey, en Caroline du Nord, le 15 août 1993. Une fondation caritative à son nom, la James Jordan Foundation, a été créée.
Ce crime joua un rôle dans la première retraite sportive de Michael Jordan, alors qu'il venait de mener son équipe à trois sacres consécutifs de vainqueur du championnat de NBA (1991, 1992, 1993). Lors de l'intronisation de Michael Jordan en 2009 au Basketball Hall of Fame, il déclara regretter l'absence de son père, qu'il appelait souvent son « meilleur ami ».

## Dans la culture populaire
Il est incarné par Thom Barry dans le film Space Jam (1996) et par Julius Tennon dans le film Air (2023).